# Hedy Salquin
Hedy Salquin (* 13. Oktober 1928 in Luzern; † 7. Januar 2012 in Kriens) war eine Schweizer Dirigentin, Pianistin, Malerin und Dichterin.

## Leben
Hedy Salquin war die Tochter des Neuenburger Gemmologen Charles Salquin (1902–1984) und der Luzernerin Hedwig Salquin-Stocker (1902–1990). Beide Eltern spielten als Amateurmusiker Geige und Bratsche, Charles Salquin wirkte in zwei Luzerner Orchestern mit. Hedy Salquin erhielt im Alter von sechs Jahren ersten Klavierunterricht. Der Vater hatte früh die aussergewöhnliche musikalische Begabung seiner Tochter bemerkt. In Luzern gab es noch kein Konservatorium, die Familie zog 1939 nach Genf und lebte ab 1947 in Versoix.
Hedy Salquin wurde 1939 am Genfer Konservatorium in die Klasse für Fortgeschrittene von Alexandre Mottu aufgenommen. 1943 wurde sie die erste Schülerin des rumänischen Pianisten Dinu Lipatti. 1947 errang sie das Solistendiplom mit Auszeichnung und gewann anschliessend mehrere Wettbewerbe. Sie besuchte ebenfalls die Klasse für Orchesterdirektion im Genfer Konservatorium, wo Samuel Baud-Bovy ihr die Basis dieses Metiers beibrachte. Sie studierte Komposition bei Charles Chaix und Solfeggio bei Lydie Malan. Während des Studiums schrieb sie Musikkritiken für die Zeitung Le Courrier. 1949 ging Hedy Salquin mit einer Empfehlung von Dinu Lipatti zu dessen Lehrerin Nadia Boulanger nach Paris und studierte in deren Klasse für Klavierbegleitung.
In Paris bewarb sich Hedy Salquin 1949 als einzige Frau von vierzig Kandidaten für einen der sehr beschränkten Plätze in der Klasse für Orchesterdirigenten bei Louis Fourestier. Drei Jahre später wurde ihr als erster Frau in einer Dirigierklasse der erste Preis mit Auszeichnung verliehen – der Beruf des Dirigenten war bis dahin strikte in Männerhand. Das Studium bei Nadia Boulanger schloss Hedy Salquin ebenfalls mit einem ersten Preis ab.
1952 begann dann mit dem erfolgreichen Abschluss der Studien in Paris eine internationale Karriere als Musikerin und Dirigentin. Hedy Salquin dirigierte grosse Schweizer Orchester wie das Tonhalle-Orchester Zürich und Orchester in zahlreichen europäischen Ländern, u. a. das Orchester Radio Hilversum und das WDR Sinfonieorchester. Insbesondere mit dem Rundfunkorchester Dänemark sowie dem Orchestre de la Suisse Romande trat sie häufig auf. 1958 leitete sie ein eigenes Frauenorchester an den Musikwochen Braunwald und an der Ausstellung SAFFA in Zürich. Hedy Salquin war die erste Schweizerin, die als Dirigentin renommierte Orchester leitete.
Parallel zu ihrer Karriere als Dirigentin verfolgte sie ihre Karriere als Pianistin, Solistin und Begleiterin in Duo- oder in Kammermusikformationen. Sie führte ebenfalls Konzerte auf, die sie selbst vom Klavier aus dirigierte. Sie trat in verschiedenen Schweizer und europäischen Städten, in New York sowie mehrmals an den Internationalen Musikfestwochen Luzern (heute Lucerne Festival) auf.

Schloss Schauensee in Kriens, Ort des von Hedy Salquin gegründeten und geleiteten Kammermusikfestivals

Erste Kompositionen schrieb Salquin während des Studiums. Das Komponieren nahm sie in den 1980er Jahren wieder auf. 1966 gründete sie das Kammermusikfestival «Schlosskonzerte Schauensee Kriens», das sie bis 1996 als Intendantin leitete. Sie lud Duopartner wie Eugène Sarbu oder Ottomar Borwitzky und Kammermusikformationen aus ganz Europa ein und liess eine beachtliche Zahl von Werken zeitgenössischer Schweizer Komponisten wie Heinrich Sutermeister, Caspar Diethelm oder Rudolf Kelterborn aufführen.
1967 wurde Salquin als erste Frau in den Vorstand des Schweizerischen Tonkünstlervereins (heute Sonart) gewählt. Sie unterrichtete während mehrerer Jahre am Musikkonservatorium Luzern. Seit 1983 war sie ebenfalls als Malerin und Dichterin tätig.

## Familie
Hedy Salquin heiratete am 25. September 1958 den Luzerner Josef Graber und wohnte bis zu ihrem Lebensende in Kriens. Das Paar hatte vier Kinder (Hedy Graber * 1961, Philomène  1963-2021, Felix * 1967 und Niklaus * 1968).

## Trivia
In einem Brief des Hessischen Rundfunks 1955 an Hedy Salquin hiess es: „Sehr geehrter Herr Salquin, obwohl Sie eine Frau sind, reden wir Sie mit Herr an. Außerdem haben wir für Sie keine Verwendung.“ Salquin sagte dazu später: „So klang es in der Mitte des 20. Jahrhunderts, als ich als offiziell diplomierte Dirigentin meinen Weg antrat. Welche feste Ordnung hatte ich durcheinandergebracht?“

## Werk

### Kompositionen (Auswahl)
- Thème et Variations (1945), Klavier
- Nostalgie, Allegresse (1945), Klavier
- Seventeen, allegretto scherzando, moderato cantabile, espressivo-andantino (1945), Klavier
- Pour Mario (1945), Flöte, Klavier
- Tantum ergo (1945), gemischter Chor
- Consolation (1946), Klavier, Violine oder Klavier, Orgel
- Premier amour (1946), Klavier
- Sonatine (1947), Klavier
- Drei venezianische Inselgesänge – San Giorgio, San Michele, Burano (1983), Singstimme, Klavier
- Christmas Perpetuum (1983), Klavier
- Nostalgische Stimmungsbilder, Anouchkas Tod, November am Thunersee, Venezia, Noël (1983), Klavier
- Sorriso (1984), Klavier
- Toccata in es, Toccata in mi-bemol (1984), Klavier
- Thunersee-Suite: Bahnhof I, Bahnhof II, Monolog eines alten Raddampfers, Blüemlisalp, Hilterfingen, Schadau, Gwatt (1984), Flöte, Klavier
- Voce di Milano (1989), Klavier
- Médiation sur un tableau de Yawlensky (1989), Klavier
- Treizour, Klaviersuite 13x13 (1989), Klavier
- Corallo (1991), Klavier
- Azad (1991), Klavier
- Angels passage (1993), Klavier
- La berceuse des bergers (1993), Klavier
- Archotranse (1994), Klavier
- Piotrenka (1994), Klavier
- Longinus (1994), Klavier
- Automne à Schwanau (1997), Klavier
- Les triolets de Brunnen (1997), Klavier

### Bücher (Auswahl)
- Ab 1989: verschiedene Gedichtbände in deutscher, französischer und italienischer Sprache
- 1991: Kristall der Nacht (Erzählungen)
- 1993: Das Licht im Hochhaus (Erzählungen)
- 1998: Briefe an den Mondscheinmaler
- 2000: Felsensonate
- 2002: Der Mann ohne Rucksack (Erzählung)

## Diskografie
- Hedy Salquin spielt (1966, Musik Hug – HC 676)
- Hedy Salquin spielt eigene Kompositionen (1985)
- CD: Lieder von Schweizer Komponisten, «Venezianische Inselgesänge» (1994, MGB6118-C24)
- Hedy Salquin, Andràs von Tòszeghi; Compositeurs Suisses (ohne Jahr, Jecklin 151)

## Ehrungen und Preise
- 1953: London, Coolidge-Medaille
- 1991: Goldener Taler der Gemeinde Kriens (LU)
- 1993: Kulturpreis der Gemeinde Versoix (GE)
- 1996: Kulturpreis der Gemeinde Kriens (LU)

## Dokumentarfilm
- Günter Atteln; Maria Stodtmeier (Regie): Maestras. Der lange Weg der Dirigentinnen ans Pult. Koproduktion SRF und Accentus Music Leipzig. Oktober 2016.